# Burgholz (Kirchhain)
Burgholz ist ein Stadtteil von Kirchhain im mittelhessischen Landkreis Marburg-Biedenkopf. Im Altkreis Marburg war es der am höchsten liegende Ort (378 m ü. NN). Der Ort liegt nördlich von Kirchhain am Rand des Amöneburger Beckens am höchsten Berg der Stadt, dem Burgholz. Auf diesem Berg, am südwestlichen Ortsrand, befindet sich der Hunburgturm, ein 28,5 m hoher Aussichtsturm.

## Geschichte

### Ortsgeschichte
Die älteste bekannte Erwähnung des Ortes erfolgte im Jahre 1317 als Burcholz in einer Urkunde der ritterschaftliche Familie Riedesel.
Zum 1. Februar 1971 wurde die bis dahin selbständige Gemeinde Burgholz im Zuge der Gebietsreform in Hessen auf freiwilliger Basis als Stadtteil in die Stadt Kirchhain eingegliedert.
Für Burgholz, wie für alle ehemals eigenständigen Stadtteile von Kirchhain, wurde ein Ortsbezirk mit Ortsbeirat gebildet.
Burgholz war 1992 im hessischen Wettbewerb „Unser Dorf“ Landessieger.

### Verwaltungsgeschichte im Überblick
Die folgende Liste zeigt die Staaten und Verwaltungseinheiten, denen Burgholz angehört(e):
- vor 1498: Heiliges Römisches Reich, Landgrafschaft Hessen, Gericht Rauschenberg
- ab 1498: Heiliges Römisches Reich, Landgrafschaft Hessen, Gericht Kirchhain
- ab 1567: Heiliges Römisches Reich, Landgrafschaft Hessen-Marburg, Gericht Kirchhain[7]
- ab 1592: Heiliges Römisches Reich, Landgrafschaft Hessen-Kassel, Amt Kirchhain
- 1604–1648: Heiliges Römisches Reich, strittig zwischen Landgrafschaft Hessen-Darmstadt und Landgrafschaft Hessen-Kassel (Hessenkrieg), Amt Kirchhain
- ab 1648: Heiliges Römisches Reich, Landgrafschaft Hessen-Kassel, Amt Kirchhain
- ab 1806: Landgrafschaft Hessen-Kassel, Amt Kirchhain
- 1807–1813: Königreich Westphalen, Departement der Werra, Distrikt Marburg, Kanton Rauschenberg
- ab 1815: Kurfürstentum Hessen, Amt Kirchhain[8]
- ab 1821: Kurfürstentum Hessen, Provinz Oberhessen, Kreis Kirchhain[9][Anm. 1]
- ab 1848: Kurfürstentum Hessen, Bezirk Marburg
- ab 1851: Kurfürstentum Hessen, Provinz Oberhessen, Kreis Kirchhain
- ab 1867: Königreich Preußen, Provinz Hessen-Nassau, Regierungsbezirk Kassel, Kreis Kirchhain
- ab 1871: Deutsches Reich, Königreich Preußen, Provinz Hessen-Nassau, Regierungsbezirk Kassel, Kreis Kirchhain
- ab 1918: Deutsches Reich, Freistaat Preußen, Provinz Hessen-Nassau, Regierungsbezirk Kassel, Kreis Kirchhain
- ab 1932: Deutsches Reich, Freistaat Preußen, Provinz Hessen-Nassau, Regierungsbezirk Kassel, Kreis Marburg
- ab 1944: Deutsches Reich, Freistaat Preußen, Provinz Kurhessen, Kreis Marburg
- ab 1945: Deutsches Reich, Amerikanische Besatzungszone, Groß-Hessen, Regierungsbezirk Kassel, Kreis Marburg
- ab 1946: Deutsches Reich, Amerikanische Besatzungszone, Hessen, Regierungsbezirk Kassel, Landkreis Marburg
- ab 1949: Bundesrepublik Deutschland, Hessen, Regierungsbezirk Kassel, Landkreis Marburg
- ab 1971: Bundesrepublik Deutschland, Hessen, Regierungsbezirk Kassel, Landkreis Marburg, Stadt Kirchhain
- ab 1974: Bundesrepublik Deutschland, Hessen, Regierungsbezirk Kassel, Landkreis Marburg-Biedenkopf, Stadt Kirchhain
- ab 1981: Bundesrepublik Deutschland, Hessen, Regierungsbezirk Gießen, Landkreis Marburg-Biedenkopf, Stadt Kirchhain

### Gerichte seit 1821
Mit Edikt vom 29. Juni 1821 wurden in Kurhessen Verwaltung und Justiz getrennt. Der Kreis Kirchhain war für die Verwaltung und das Justizamt Rauschenberg war als Gericht in erster Instanz für Burgholz zuständig. Nach der Annexion Kurhessens durch Preußen erfolgte am 1. September 1867 die Umbenennung des bisherigen Justizamtes in Amtsgericht Rauschenberg. Das Amtsgericht Rauschenberg wurde 1932 geschlossen. Sein Bezirk ging im Bezirk des Amtsgerichts Kirchhain auf.

## Bevölkerung

### Einwohnerstruktur 2011
Nach den Erhebungen des Zensus 2011 lebten am Stichtag dem 9. Mai 2011 in Burgholz 375 Einwohner. Darunter waren 6 (1,6 %) Ausländer. Nach dem Lebensalter waren 66 Einwohner unter 18 Jahren, 147 zwischen 18 und 49, 87 zwischen 50 und 64 und 75 Einwohner waren älter. Die Einwohner lebten in 144 Haushalten. Davon waren 33 Singlehaushalte, 42 Paare ohne Kinder und 54 Paare mit Kindern sowie 12 Alleinerziehende und 3 Wohngemeinschaften. In 21 Haushalten lebten ausschließlich Senioren und in 96 Haushaltungen lebten keine Senioren.

### Einwohnerentwicklung
| Quelle: Historisches Ortslexikon | |
| • 1577:                          | 16 Hausgesesse                                                                                         |
| • 1592:                          | 16 Familien (5 Ackerleute, 11 Einläuftige).                                                            |
| • 1629:                          | 14 Hausgesesse (2 zweispännige, 7 einspännige Ackerleute, 5 Einläuftige).                              |
| • 1681:                          | 8 hausgesessene Mannschaften.                                                                          |
| • 1747:                          | 19 Haushalte (98 Einwohner).                                                                           |
| • 1787:                          | 98 Haushalte                                                                                           |
| • 1838:                          | 302 Einwohner (Familien: 24 nutzungsberechtigte, 17 nicht nutzungsberechtigte Ortsbürger, 4 Beisassen) |

| Burgholz: Einwohnerzahlen von 1834 bis 2019 | Burgholz: Einwohnerzahlen von 1834 bis 2019 | Burgholz: Einwohnerzahlen von 1834 bis 2019 | Burgholz: Einwohnerzahlen von 1834 bis 2019 | Burgholz: Einwohnerzahlen von 1834 bis 2019 |
| --- | ------------------------------------------- | ------------------------------------------- | ------------------------------------------- | ------------------------------------------- |
| Jahr |                                             |                                             |                                             | Einwohner                                   |
| 1834 | 1834                                        |                                             | 271                                         | 271                                         |
| 1840 | 1840                                        |                                             | 289                                         | 289                                         |
| 1846 | 1846                                        |                                             | 268                                         | 268                                         |
| 1852 | 1852                                        |                                             | 293                                         | 293                                         |
| 1858 | 1858                                        |                                             | 267                                         | 267                                         |
| 1864 | 1864                                        |                                             | 277                                         | 277                                         |
| 1871 | 1871                                        |                                             | 210                                         | 210                                         |
| 1875 | 1875                                        |                                             | 234                                         | 234                                         |
| 1885 | 1885                                        |                                             | 224                                         | 224                                         |
| 1895 | 1895                                        |                                             | 230                                         | 230                                         |
| 1905 | 1905                                        |                                             | 217                                         | 217                                         |
| 1910 | 1910                                        |                                             | 224                                         | 224                                         |
| 1925 | 1925                                        |                                             | 246                                         | 246                                         |
| 1939 | 1939                                        |                                             | 294                                         | 294                                         |
| 1946 | 1946                                        |                                             | 428                                         | 428                                         |
| 1950 | 1950                                        |                                             | 395                                         | 395                                         |
| 1956 | 1956                                        |                                             | 314                                         | 314                                         |
| 1961 | 1961                                        |                                             | 327                                         | 327                                         |
| 1967 | 1967                                        |                                             | 328                                         | 328                                         |
| 1980 | 1980                                        |                                             | ?                                           | ?                                           |
| 1990 | 1990                                        |                                             | ?                                           | ?                                           |
| 2000 | 2000                                        |                                             | ?                                           | ?                                           |
| 2011 | 2011                                        |                                             | 375                                         | 375                                         |
| 2015 | 2015                                        |                                             | 330                                         | 330                                         |
| 2019 | 2019                                        |                                             | 327                                         | 327                                         |
| Datenquelle: Historisches Gemeindeverzeichnis für Hessen: Die Bevölkerung der Gemeinden 1834 bis 1967. Wiesbaden: Hessisches Statistisches Landesamt, 1968. Weitere Quellen: LAGIS; Stadt Kirchheim:; Zensus 2011 |                                             |                                             |                                             |                                             |

### Historische Religionszugehörigkeit
| Quelle: Historisches Ortslexikon |                                                                                            |
| • 1861:                          | 244 evangelisch-lutherische, 26 evangelisch-reformierte, 13 römisch-katholische Einwohner. |
| • 1885:                          | 219 evangelische (= 97,77 %), 5 katholische (= 2,23 %) Einwohner                           |
| • 1961:                          | 309 evangelische (= 94,50 %), 12 katholische (= 3,67 %) Einwohner                          |

### Historische Erwerbstätigkeit

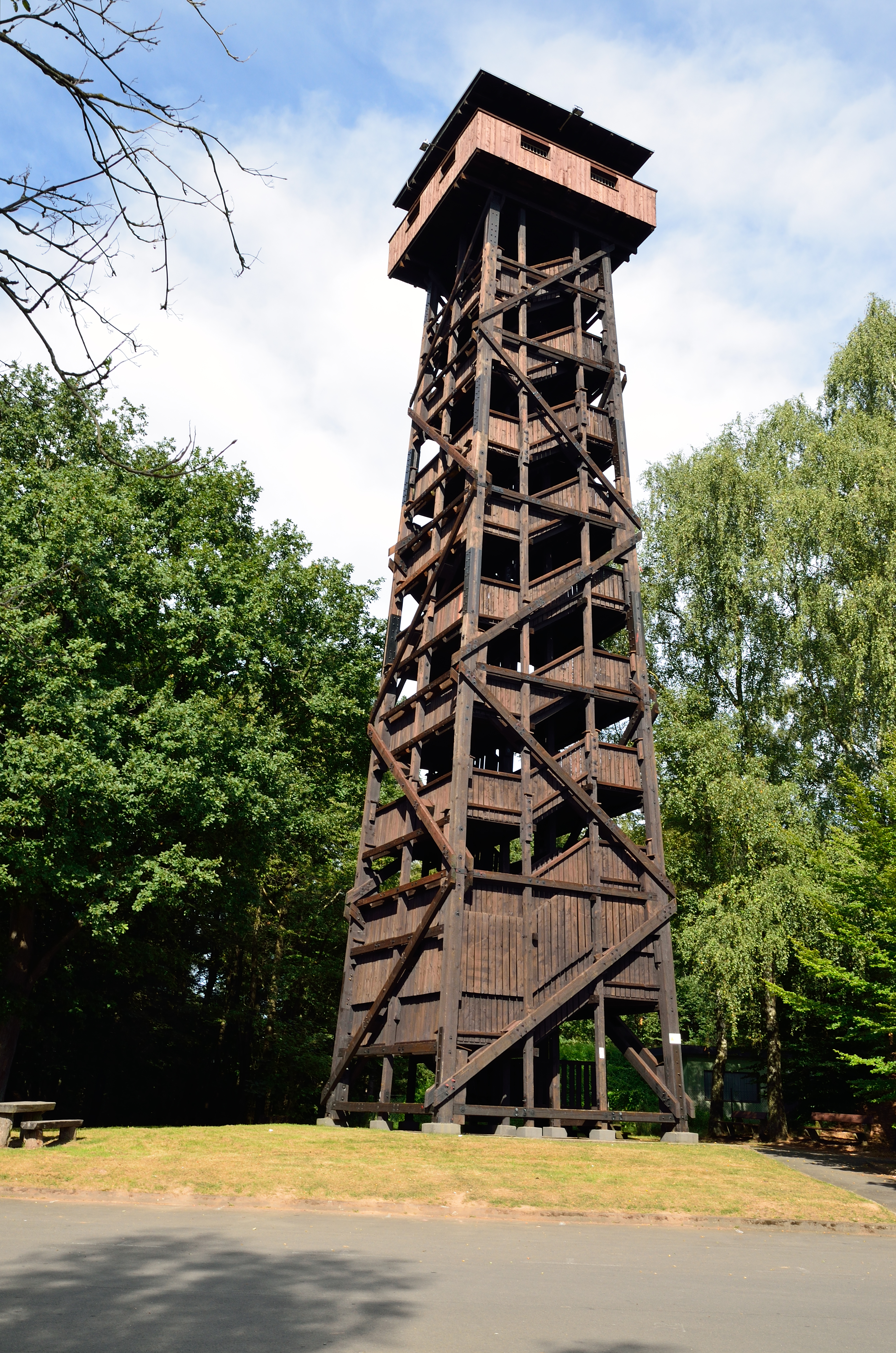
Hunburgturm

| Quelle: Historisches Ortslexikon | |
| • 1747:                          | Erwerbspersonen: 17 Ackerleute, darunter 2 Wagner, welche ihr Gewerbe aber kaum betreiben; 1 Schäfer, 2 Tagelöhner, 2 Spinnerinnen, 1 Wirt. |
| • 1838:                          | Familien: 21 Ackerbau, 2 Gewerbe, 22 Tagelöhner.                                                                                            |
| • 1961:                          | Erwerbspersonen: 63 Land- und Forstwirtschaft, 68 Produzierendes Gewerbe, 26 Handel und Verkehr, 16 Dienstleistungen und Sonstiges.         |

## Politik
Für den Stadtteil Burgholz besteht ein Ortsbezirk mit Ortsbeirat und Ortsvorsteher nach der Hessischen Gemeindeordnung. Er umfasst das Gebiet der ehemaligen Gemeinde Burgholz.
Der Ortsbeirat besteht aus sieben Mitgliedern. Bei den Kommunalwahlen in Hessen 2021 betrug die Wahlbeteiligung zum Ortsbeirat 55,76 %. Alle Kandidaten gehörten der Liste „Unser Dorf Burgholz“ an. Der Ortsbeirat wählte Björn Debus zum Ortsvorsteher.

## Sehenswürdigkeiten
- Hunburg (Burgholz)
- Kirche Burgholz (Kirchhain)